# Время в Бразилии

Часовые пояса Бразилии в летнее время (с 4 ноября 2018 года по 17 февраля 2019 года)

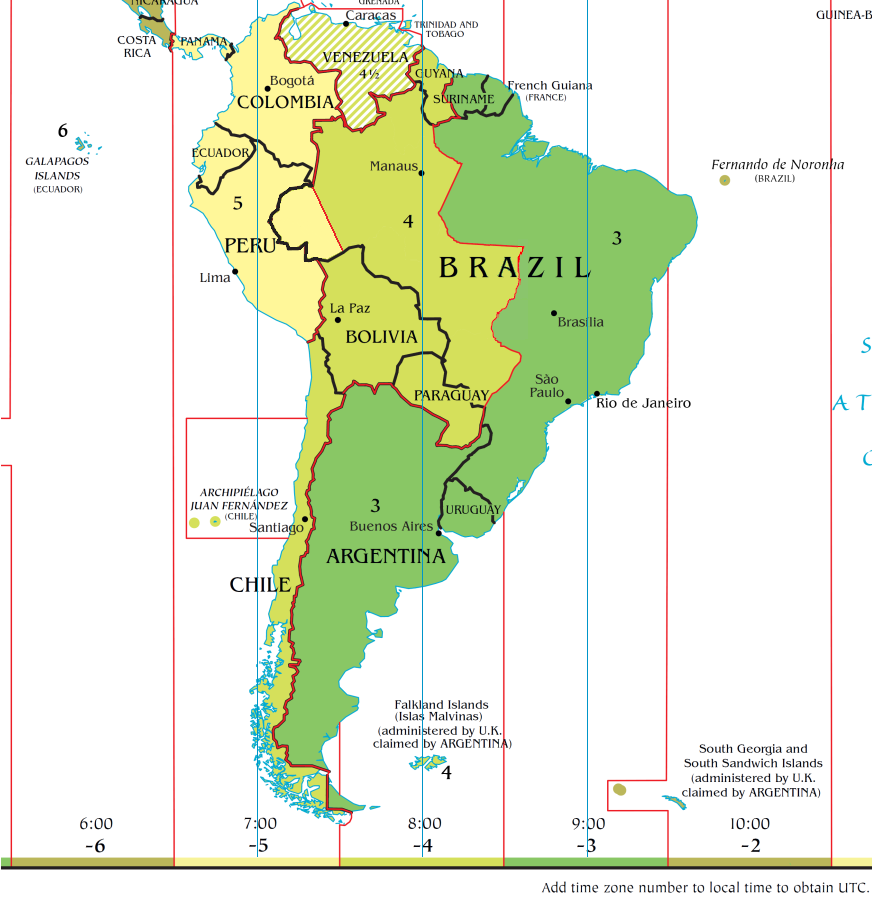
Часовые пояса Бразилии по отношению к другим странам Южной Америки

Территория Бразилии располагается в четырёх часовых поясах: UTC−5, UTC−4, UTC−3 и UTC−2.
Переход на летнее время не применяется с 2019 года.

## Часовой пояс UTC−5
В течение всего года:
- Акри
- Амазонас (юго-западные районы)

## Часовой пояс UTC−4
- В течение всего года:

-  Амазонас (кроме юго-западных районов)
-  Рондония
-  Рорайма
-  Мату-Гросу
-  Мату-Гросу-ду-Сул

## Часовой пояс UTC−3
- В течение всего года:
  - Северный регион (восточная часть):
    -  Амапа
    -  Пара
    -  Токантинс

  - Северо-восточный регион (весь)
  - Центрально-западный регион (восточная часть):
    -  Гояс

  - Юго-восточный регион (весь)
  - Южный регион (весь)

## Часовой пояс UTC−2
- В течение всего года:

-  Пернамбуку:

- Архипелаг Сан-Паулу
- Архипелаг Фернанду-ди-Норонья

-  Риу-Гранди-ду-Норти:

- Атолл Рокас

-  Эспириту-Санту:

- Архипелаг Триндади-э-Мартин-Вас

## История
Поясное время в Бразилии было установлено с 1 января 1914 года. До этого действовало местное среднее солнечное время. Территории были разделены по часовым поясам:
UTC-2:
- Пернамбуку (островная часть)
- остальные острова

UTC-3:
- Риу-Гранди-ду-Сул
- Санта-Катарина
- Парана
- Сан-Паулу
- Рио-де-Жанейро
- Минас-Жерайс
- Эспириту-Санту
- Гояс
- Баия
- Сержипи
- Алагоас
- Пернамбуку
- Параиба
- Риу-Гранди-ду-Норти
- Сеара
- Пиауи
- Мараньян
- Пара (восток)
- Амапа
- Бразилиа

UTC-4:
- Мату-Гросу
- Мату-Гросу-ду-Сул
- Рондония
- Пара (запад)
- Амазонас
- Рорайма

UTC-5:
- Акри
- Амазонас (юго-запад)

24 июня 2008 года были внесены изменения в порядок исчисления времени на территориях некоторых штатов с целью сокращения количества часовых зон:
- в штате Пара стало единое время UTC-3;
- штат Акри и юго-запад Амазонас перешли в UTC-4, зона UTC-5 исчезла[1].

Тем не менее на не имеющем обязательной силы референдуме, проведённом 31 октября 2010 года, 57 % избирателей из штата Акри проголосовали за возвращение времени UTC-5. 30 октября 2013 года президент Бразилии Дилма Русеф приняла закон № 12876, устанавливающий, что переход на часовой пояс UTC-5 состоится в воскресенье, 10 ноября 2013 года. С этого времени штат Акри и 13 муниципалитетов штата Амазонас (Аталая-ду-Норти, Бенжамин-Констант, Бока-ду-Акри, Эйрунепе, Энвира, Гуажара, Ипишуна, Итамарати, Жутаи, Лабреа, Пауини, Сан-Паулу-ди-Оливенса и Табатинга) используют время UTC-5.